# گروه ویل
در ریاضیات، به‌خصوص در نظریه جبرهای لی، گروه ویل (به انگلیسی: Weyl Group) (نامگذاری شده به نام هرمان ویل) از یک دستگاه ریشه‌ای چون {\displaystyle \Phi }، زیرگروهی از گروه ایزومتری آن دستگاه ریشه‌ای است. به‌طور خاص، این گروه، زیرگروهی است که توسط انعکاس‌های ناشی از ابرصفحه متعامد نسبت به ریشه‌ها تولید شده و لذا یک گروه انعکاسی متناهی است. در حقیقت، مشخص شده که اکثر گروه‌های متناهی انعکاسی از نوع گروه ویل هستند. گروه‌های ویل، گروه‌های کوکستر متناهی بوده و در حقیقت مثال‌های مهمی از این نوع گروه‌ها می‌باشند.
گروه ویل مربوط به گروه لی نیم-ساده، جبر لی نیم-ساده، گروه جبری خطی نیم-ساده و …، گروه ویل مربوط به دستگاه ریشه‌ایِ آن گروه یا جبر است.

## ارجاعات
1. ↑  Humphreys 1992, p. 6.

- مشارکت‌کنندگان ویکی‌پدیا. «Weyl Group». در دانشنامهٔ ویکی‌پدیای انگلیسی، بازبینی‌شده در ۷ ژوئن ۲۰۲۱.